# Club de Mar de Almería
El Club de Mar de Almería (CMA) es un club náutico situado en Almería, Andalucía (España). Es uno de los clubes más importantes de España, junto con el resto de miembros de la Asociación Española de Clubes Náuticos (AECN), a la que pertenece. 

## Historia
Fue fundado en 1949 y su primera sede social fue levantada en mayo de 1955 en el barrio de Pescadería. El 16 de julio de 1994, festividad de la Virgen del Carmen, Patrona del Mar, fue inaugurado el primer edificio de la nueva y actual sede. El segundo y el tercer edificio se inauguraron el 10 de septiembre de 1995 y el 30 de diciembre de 1996, respectivamente.

## Actividad Deportiva
En la clase Snipe, ha ganado el campeonato del mundo femenino en 2012 (Marta y Ángela Hernández), el campeonato de Europa en 2006 (Pablo Fresneda), 2012 y 2014 (Raúl de Valenzuela Santaella y Antolín Alejandre de Oña), el campeonato del mundo juvenil en 2001 (Raul de Valenzuela y Jose LaTorre Martínez), el campeonato de Europa juvenil en 2014 (Antolín Alejandre de Oña y Paco Martín-Lagos) el campeonato de España en 2000 (Raúl de Valenzuela Santaella), la Copa de España en 2015 (Raúl de Valenzuela Santaella y Antolín Alejandre de Oña), y el Trofeo Su Majestad el Rey en cinco ediciones (Raúl de Valenzuela Santaella en 2000 y Pablo Fresneda Arqueros en 2001, 2002, 2010 y 2012). En competición interclubes, se ha llevado el Trofeo de la Asociación Española de Clubes Náuticos en dos ocasiones (2006 y 2009). Sus yates también han conseguido vencer en la Regata Mar de Alborán en 1990 (Cahrito), 1995 (Sherry), 2001 (Red Shark) y 2002 (Vagabundo).
Además de la vela, el CMA destaca por su actividad en tenis, squash y pádel.

## Reconocimientos
- Mejor Club Náutico de Andalucía: 1º del grupo Oro del Ranking de la Federación Andaluza de Vela (1995, 1997, 1998, 2006, 2007, 2008 y 2009)
- IV Premio Indalo al Mérito Turístico otorgado por el Ayuntamiento de Almería (2007)
- Club Modélico de la provincia de Almería (1998)
- Premio Nacional Virgen del Carmen (1955 y 1958)